# Afak
Afak (arabă عفك; kurdă: عەفەک) este un oraș din provincia Al-Qadisiyya, Irak.